# توم هيجينز
توم هيجينز (بالإنجليزية: Tom O'Higgins)‏ (و. 1916 – 2003 م) هو سياسي من جمهورية أيرلندا ولد في كورك.

## التعليم
تعلم في جامعة كلية دبلن.